# NHK Trophy de 1985
NHK Trophy de 1985 foi a sexta edição do NHK Trophy, um evento anual de patinação artística no gelo organizado pela Federação Japonesa de Patinação (em japonês:  日本スケート連盟). A competição foi disputada na cidade de Kobe, Japão.

## Eventos
- Individual masculino
- Individual feminino
- Duplas
- Dança no gelo

## Medalhistas
| Evento                        | Ouro                                                  | Prata                                               | Bronze                                    |
| Individual masculino detalhes | Brian Boitano · Estados Unidos                        | Brian Orser · Canadá                                | Viktor Petrenko · União Soviética         |
| Individual feminino detalhes  | Midori Ito · Japão                                    | Cynthia Coull · Canadá                              | Juri Ozawa · Japão                        |
| Duplas detalhes               | Gillian Wachsman · Todd Waggoner · Estados Unidos     | Veronika Pershina · Marat Akbarov · União Soviética | Denise Benning · Lyndon Johnston · Canadá |
| Dança no gelo detalhes        | Marina Klimova · Sergei Ponomarenko · União Soviética | Karyn Garossino · Rod Garossino · Canadá            | Sharon Jones · Paul Askham · Reino Unido  |

## Resultados

### Individual masculino
| Pos.              | Nome            | Nacionalidade   | Pontos | PC | PL |
| ----------------- | --------------- | --------------- | ------ | -- | -- |
| Medalha de ouro   | Brian Boitano   | Estados Unidos  | 2.2    | 3  | 1  |
| Medalha de prata  | Brian Orser     | Canadá          | 2.4    | 1  | 2  |
| Medalha de bronze | Viktor Petrenko | União Soviética | 5.0    | 5  | 3  |
| 4                 | Masaru Ogawa    | Japão           | 5.6    | 4  | 4  |
| 5                 | Tatsuya Fujii   | Japão           | 7.4    | 6  | 5  |
| 6                 | Zhang Shubin    | China           | 9.2    | 8  | 6  |
| 7                 | Neil Paterson   | Canadá          | 10.6   | 9  | 7  |
| 8                 | Makoto Kano     | Japão           | 12.6   | 10 | 8  |
| WD                | Jozef Sabovčík  | Tchecoslováquia | —      | WD |    |
| WD                | Scott Williams  | Estados Unidos  | —      | WD |    |

### Individual feminino
| Pos.              | Nome          | Nacionalidade  | Pontos | PC | PL |
| ----------------- | ------------- | -------------- | ------ | -- | -- |
| Medalha de ouro   | Midori Ito    | Japão          | 1.4    | 1  | 1  |
| Medalha de prata  | Cynthia Coull | Canadá         | 2.8    | 2  | 2  |
| Medalha de bronze | Juri Ozawa    | Japão          | 4.2    | 3  | 3  |
| 4                 | Sachie Yuki   | Japão          | 6.4    | 6  | 4  |
| 5                 | Kathryn Adams | Estados Unidos | 6.6    | 4  | 5  |
| 6                 | Leslie Sikes  | Estados Unidos | 8.0    | 5  | 6  |
| 7                 | Charlene Wong | Canadá         | 10.2   | 8  | 7  |
| 8                 | Masako Kato   | Japão          | 10.8   | 7  | 8  |
| 9                 | Izumi Aotani  | Japão          | 12.6   | 9  | 9  |
| 10                | Jiang Yibing  | China          | 14.0   | 10 | 10 |
| 11                | Byun Sung Jin | Coreia do Sul  | 15.4   | 11 | 11 |

### Duplas
| Pos.              | Nome                              | Nacionalidade     | Pontos | PC | PL |
| ----------------- | --------------------------------- | ----------------- | ------ | -- | -- |
| Medalha de ouro   | Gillian Wachsman / Todd Waggoner  | Estados Unidos    | 1.8    | 2  | 1  |
| Medalha de prata  | Veronika Pershina / Marat Akbarov | União Soviética   | 2.4    | 1  | 2  |
| Medalha de bronze | Denise Benning / Lyndon Johnston  | Canadá            | 4.6    | 4  | 3  |
| 4                 | Maria Lako / Michael Blicharski   | Alemanha Oriental | 6.0    | 5  | 4  |
| 5                 | Katrin Kanitz / Tobias Schröter   | Alemanha Oriental | 6.2    | 3  | 5  |

### Dança no gelo
| Pos.              | Nome                                | Nacionalidade   | Pontos | DO | DL |
| ----------------- | ----------------------------------- | --------------- | ------ | -- | -- |
| Medalha de ouro   | Marina Klimova / Sergei Ponomarenko | União Soviética | 1.4    | 1  | 1  |
| Medalha de prata  | Karyn Garossino / Rod Garossino     | Canadá          | 2.8    | 2  | 2  |
| Medalha de bronze | Sharon Jones / Paul Askham          | Reino Unido     | 4.2    | 3  | 3  |
| 4                 | Susan Wynne / Joseph Druar          | Estados Unidos  | 5.6    | 4  | 4  |
| 5                 | Tomoko Tanaka / Hiroyuki Suzuki     | Japão           | 7.0    | 5  | 5  |
| 6                 | Junko Ito / Hiroaki Tokita          | Japão           | 8.4    | 6  | 6  |

## Quadro de medalhas
| Ordem | País            | Medalha de ouro | Medalha de prata | Medalha de bronze |    | Ordem por total |
| ----- | --------------- | --------------- | ---------------- | ----------------- | -- | --------------- |
| 1     | Estados Unidos  | 2               |                  |                   | 2  | 3               |
| 2     | União Soviética | 1               | 1                | 1                 | 3  | 2               |
| 3     | Japão           | 1               |                  | 1                 | 2  | 3               |
| 4     | Canadá          |                 | 3                | 1                 | 4  | 1               |
| 5     | Reino Unido     |                 |                  | 1                 | 1  | 5               |
| TOTAL | TOTAL           | 4               | 4                | 4                 | 12 | —               |